# از دست رفتن بار
از دست رفتن بار (انگلیسی: Loss of load) در یک شبکه برق به وضعیتی گفته می‌شود که ظرفیت تولید موجود کمتر از بار سیستم باشد. چندین شاخص قابلیت اطمینان احتمالی برای سیستم‌های تولید برق، از دست دادن بار را در تعاریف خود به کار می‌برند که محبوب‌ترین آن‌ها احتمال از دست دادن بار (LOLP) است. این شاخص، احتمال وقوع از دست دادن بار در طول یک سال را مشخص می‌کند. رویدادهای از دست دادن بار قبل از انجام اقدامات کاهشی (مانند خرید برق از سایر سیستم‌ها یا قطع بار) محاسبه می‌شوند، بنابراین از دست دادن بار لزوماً به معنای قطعی برق نیست.

## شاخص‌های قابلیت اطمینان مبتنی بر از دست دادن بار
چندین شاخص قابلیت اطمینان برای تولید برق، بر اساس از دست دادن بار که در یک بازه زمانی طولانی (یک یا چند سال) با افزایش‌های نسبتاً کوچک (یک ساعت یا یک روز) مشاهده/محاسبه می‌شود، بنا شده‌اند. تعداد کل افزایش‌ها در بازه زمانی طولانی به عنوان N مشخص می‌شود (به عنوان مثال، برای یک بازه یک ساله، اگر افزایش روز باشد، N = ۳۶۵، و اگر افزایش ساعت باشد، N = ۸۷۶۰):
- احتمال از دست دادن بار (LOLP): احتمال وقوع یک افزایش با شرایط از دست دادن بار است. LOLP را می‌توان به عنوان احتمال قطع بار غیرارادی نیز در نظر گرفت.
- انتظار از دست دادن بار (LOLE): کل مدت زمان افزایش‌هایی است که انتظار می‌رود از دست دادن بار در آن رخ دهد. LOLE = LOLP × N. اغلب LOLE بر حسب روز مشخص می‌شود؛ اگر افزایش ساعت باشد، نه روز، گاهی از اصطلاح "ساعات از دست دادن بار" (LOLH) استفاده می‌شود. از آنجایی که LOLE از حداکثر مقدار پیک روزانه برای کل روز استفاده می‌کند، LOLH (که از مقادیر پیک متفاوت برای هر ساعت استفاده می‌کند) را نمی‌توان به سادگی با ضرب LOLE در ۲۴ به دست آورد؛ اگرچه در عمل رابطه نزدیک به خطی است، اما ضرایب از شبکه‌ای به شبکه دیگر متفاوت است.
- رویدادهای از دست دادن بار (LOLEV) که با نام فرکانس از دست دادن بار (LOLF) نیز شناخته می‌شود: تعداد رویدادهای از دست دادن بار در طول بازه (یک رویداد می‌تواند چندین افزایش متوالی را در بر بگیرد).[۲]